# Лихачів
Лихачі́в — село в Україні, у Мринській сільській громаді Ніжинського району Чернігівської області. Населення становить 751 особи.
На захід від села розташований ботанічний заказник «Німцево» та гідрологічний заказник «Хрещатинське».

## Населення

### Мова
Розподіл населення за рідною мовою за даними перепису 2001 року:
| Мова       | Кількість | Відсоток |
| ---------- | --------- | -------- |
| українська | 1039      | 98.76%   |
| російська  | 13        | 1.24%    |
| Усього     | 1052      | 100%     |

## Люди
- Богомолець-Лазурська Наталя Михайлівна (1880, село Лихачів Козелецького повіту Чернігівської губернії — 1958, Київ) — акторка, історикиня українського театру.
- Ісаєнко Микола Андрійович — народився в Лихачеві. Герой Радянського Союзу.
- Мальцев Володимир Анатолійович (1983—2017) — молодший сержант Збройних сил України, учасник російсько-української війни.